# Proctacanthus tibialis
Proctacanthus tibialis är en tvåvingeart som beskrevs av Macquart 1850. Proctacanthus tibialis ingår i släktet Proctacanthus och familjen rovflugor.
Artens utbredningsområde är Guyana. Inga underarter finns listade i Catalogue of Life.